# St. Martin (Großbundenbach)
St. Martin ist die Pfarrkirche der protestantischen Kirchengemeinde Großbundenbach im rheinland-pfälzischen Landkreis Südwestpfalz. Sie gilt als repräsentativ für eine Reihe von ländlichen Hallenkirchen auf der Sickinger Höhe. Sie wurde nach 1300 an der Stelle einer romanischen Vorgängerkirche erbaut, wobei deren Kirchturm erhalten blieb.
Der relativ hohe Mauergürtel, der den Kirchhof ursprünglich umgab, sowie schmale Fensteröffnungen lassen vermuten, dass es sich bei dieser Kirche um eine Wehrkirche gehandelt hat. Die in der Kirchhofsmauer eingemauerte Schießscharte stammt allerdings von der untergegangenen Großbundenbacher Burg.

## Geschichte
Eine erste Kirche in Großbundenbach wurde schon im 13. Jahrhundert in Urkunden erwähnt. Zu Beginn des 14. Jahrhunderts war diese Kirche zu klein und wurde durch eine größere ersetzt. Dabei fügte man an den romanischen Turm eine dreischiffige Pseudobasilika an. Der Chorraum im Turm erhielt in der Zeit ebenfalls ein gotisches Rippengewölbe.

## Architektur
St. Martin weist ein Langhaus mit drei Schiffen unter einem Dach auf, es handelt sich also um eine Pseudobasilika. Das Langhaus ist in vier Joche unterteilt. Das Mittelschiff ist gegenüber den Seitenschiffen erhöht. Der Grundriss ist unregelmäßig, das nördliche Seitenschiff ist schmaler als das südliche. Die Mittelachse des Langhauses ist gegenüber dem Chorturm verschoben.
An der südlichen Außenwand fallen die starken Strebepfeiler auf.

## Ausstattung
In ihrem Inneren weist die Kirche bemerkenswerte Fresken im Chorraum sowie einige Grabsteine des Großbundenbacher Dorfadels auf.